# Osy
Osy (Vespoidea) – nadrodzina owadów błonkoskrzydłych należących do podrzędu trzonkówek.
Badaniem os zajmuje się sfekologia, dział entomologii oraz socjobiologia.

## Rodziny
- Bradynobaenidae
- Formicidae – mrówkowate
- Mutillidae – żronkowate
- Pompilidae – nastecznikowate
- Rhopalosomatidae
- Sapygidae – wysmugowate
- Scoliidae – smukwowate
- Sierolomorphidae
- Tiphiidae – podwijkowate
- Vespidae – osowate